# 情非得已之生存之道
《情非得已之生存之道》（英語：What on Earth Have I Done Wrong?!）是由鈕承澤導演的一部台灣電影，是以偽紀錄片型式，描述發生在導演鈕承澤自身的人生故事，並諷刺當時台灣社會、政治的某些怪現象。
本片除了演員以外，也以訪談型式，邀請其他演藝人員、政治人物如鄭元暢、陳嘉樺、羅文嘉、邱毅、蔡康永、徐熙娣、蔡啟芳等人參與演出。
2019年，導演鈕承澤涉入性侵案被起訴。當年參與演出《情非得已之生存之道》的演員柯奐如，也於本片上映12年後，出面對媒體指控，當時的床戲僅貼胸貼全裸上陣，然而身兼導演、男主角的鈕承澤只戴保險套，讓她陰影難消。

## 劇情大綱
2007年，台北。一個叫做「豆子」的知名演員及電視導演，決定要以這些年讓大家都極度反感的政客與媒體為嘲諷對象，開拍他的第一部電影。
他雄心壯志地開始籌拍，沒想到一連串惡夢向他襲捲而來。先是男主角跑了，後來公司也沒錢了，為了找錢，竟然幫女星拉起皮條、跟金主上酒店喀藥…最後他深愛的女朋友也因為他混亂的男女關係離他而去，電影面臨停拍，人生陷入分崩離析的他遭遇愛情與事業的危機。
面對自己的荒唐，他不知道該怎麼辦？而他的第一部電影又該怎麼拍

## 演員角色
- 鈕承澤飾演本人「豆子」
- 張鈞甯飾演鈕承澤女友「甯甯」，「豆子」對她暱稱「馬麻」
- 吳貴椿飾演投資金主「吳董」，外號「烏龜」
- 柯奐如飾演「馬麻」的友人
- 陳希聖飾演「豆子」的工作夥伴
- 蔡信弘
- 連奕琦
- 屈中恆
- 丁寧
- 王俐人
- 修杰楷

## 獎項與提名
2007年金馬獎
- 得獎—國際影評人費比西獎
- 提名—年度台灣傑出電影
- 提名—最佳女配角 (張鈞甯)

2008 鹿特丹影展
- 得獎—奈派克獎

2008 台北電影獎
- 得獎—最佳男主角 (鈕承澤)
- 得獎—最佳女主角 (張鈞甯)
- 得獎—觀眾票選獎
- 提名—評審團特別獎

## 外部連結
- 官方网站
- 互联网电影数据库（IMDb）上《情非得已之生存之道》的资料（英文）
- 香港影庫上《情非得已之生存之道》的資料（繁體中文）